# Fumiko Kaneko
Fumiko Kaneko (Yokohama, Japó, 25 de gener de 1902 - Utsunomiya, Japó, 23 de juliol de 1926) fou una militant anarquista i nihilista. Va ser declarada culpable de conspirar per a assassinar els membres de la família imperial japonesa.

## Infància
Fumiko Kaneko va néixer el 25 de gener de 1902 a Yokohama en el si d'una família humil. Va passar els seus primers nou anys de vida sense registre civil, perquè els seus pares no estaven oficialment casats, la qual cosa li impedia rebre una educació formal o un reconeixement social. Gràcies als esforços de la seva mare va aconseguir assistir a l'escola durant un breu període. No obstant això, a causa d'una sèrie de problemes, la família va quedar en la més completa misèria, per la qual cosa la seva mare va decidir vendre-la a un prostíbul, però com que la proxeneta va proposar enviar-la lluny de la seva mare, aquesta s'hi va negar, i així als nou anys Kaneko va ser enviada a Corea a cura de la seva àvia paterna.
La seva àvia era una dona de mitjans, la va registrar com la seva pròpia filla i li va prometre una educació adequada. De nou a l'escola, Kaneko va resultar ser una nena molt capaç i interessada a prosseguir amb la seva educació més enllà de la formació bàsica, tal com ho fèien els seus companys de sexe masculí. No obstant això, l'àvia va desaprovar l'actitud de Kaneko de voler continuar els seus estudis i davant la insistència de la nena a no seguir els seus desitjos va començar a maltractar-la. Cansada de maltractaments, Kaneko va ser enviada de tornada al Japó, i la seva custòdia passà de nou a la família materna.

## Presó i mort
De tornada al Japó, va treballar a Tòquio com a criada, i de venedora de diaris i de sabó en pols a domicili. En aquests anys va llegir moltíssim, sobretot temes polítics i socials, la qual cosa va canviar el seu pensament, passant des del socialisme fins a l'anarquisme i el nihilisme. A Tòquio coneixerà a l'activista coreà Pak Yeol, amb qui compartia moltes idees.
Fumiko i Pak van publicar dues revistes que ressaltaven la problemàtica coreana sota l'imperialisme japonès. Entre 1922 i 1923, van establir un grup clandestí anarconihilista anomenat «Futei-sha» (Societat dels disconformes). Així mateix, tots dos van fundar la «Societat Negra dels Treballadors».
Després del gran terratrèmol de Kantō, del primer de setembre de 1923, les autoritats japoneses van fer una sèrie de detencions, aprofitant l'oportunitat per a desempallegar-se d'elements revolucionaris, coreans en la seva majoria, entre quals es trobaven Pak i Fumiko. Després de llargs procediments judicials, tots dos van confessar i van ser declarats culpables d'alta traïció per intentar obtenir bombes amb la intenció de matar l'emperador o el seu fill. Per aquest motiu van ser condemnats a mort el 25 de març de 1926, però el 5 d'abril les penes van ser commutades, per pressions diplomàtiques, a treballs forçats a perpetuïtat. Quan el director de la presó d'Ichigaya li va lliurar a Fumiko el certificat de la commutació, ella el va trencar i es va negar a donar les gràcies a l'emperador.
Traslladada a la presó de Utsunomiya, es va negar a fer cap treball i va ser tancada en règim d'aïllament. Després de tres mesos va demanar treballar en el taller d'elaboració de cordes de cànem. Fumiko Kaneko es va suïcidar l'endemà, el 23 de juliol de 1926 a la presó de dones de Utsunomiya, amb una corda que ella mateixa havia elaborat.
Després de la seva mort, el germà major de Park va traslladar el seu cos a Corea, on va ser enterrat en el cementiri familiar dels Park a Pallyeong-ni (Mungyeong, Corea). El seu company, Yôl Park, romandrà empresonat fins a octubre de 1945, en acabar la Segona Guerra Mundial.
Kaneko va deixar escrites unes memòries sobre la seva estada a la presó i sobre el seu interrogatori, que només van ser publicades després de la guerra del Pacífic i que han estat traduïdes a l'anglès i al francès, on revela les seves idees polítiques i feministes (crítica a l'estructura familiar nipona, divorci, etc.).
El mes novembre de 2003 el cos de Kaneko va ser traslladat i enterrat de nou al jardí de la casa on va néixer Park a Maseong-myeon (Corea). La televisió pública coreana (Korea Broadcasting System, KBS-TV) va estrenar a l'agost de 2006 una pel·lícula documental (Kaneko Fumiko) sobre la seva vida.